# 神保大介
神保大介（じんぼ だいすけ）は、フリーの音響効果技師。過去にスワラ・プロ、楽音舎に所属していた。

## 人物
ギターの演奏ができたため、バンドを題材としたテレビアニメ『BanG Dream!』では、バンド周りの効果音を自ら作成した。

## 参加作品

### テレビアニメ
- ハロー!レディリン（1988年）
- おやゆび姫物語（1992年）
- ドラゴンリーグ（1993年）
- 赤ずきんチャチャ（1994年）
- 宇宙の騎士テッカマンブレードII（1994年）
- 真拳伝説タイトロード（1994年）
- ナースエンジェルりりかSOS（1995年）
- こどものおもちゃ（1996年）
- 水色時代（1996年）
- ポケットモンスター（1997年）※第252話-259話のみ小山健二が担当
- 魔術士オーフェン（1998年）
- 魔術士オーフェンRevenge（1999年）
- アニメまんざい（2000年）
- グラビテーション（2000年）
- 攻殻機動隊 STAND ALONE COMPLEX（2002年）
- ポケットモンスター アドバンスジェネレーション（2002年）※第105話-107話のみ小山健二が担当
- R.O.D -THE TV-（2003年）
- まっすぐにいこう。（2003年）
- BLOOD+（2005年）
- ガンパレード・オーケストラ（2005年）
- 機神咆吼デモンベイン（2006年）
- ポケットモンスター ダイヤモンド&パール（2006年）
- 精霊の守り人（2007年）
- H2O -FOOTPRINTS IN THE SAND-（2008年）
- イナズマイレブン（2008年）
- VIPER'S CREED（2009年）
- けいおん!（2009年）
- 東のエデン（2009年）
- けいおん!!（2010年）
- ポケットモンスター ベストウイッシュ（2010年）※第66話・68話のみ小山健二が担当
- イナズマイレブンGO（2011年）
- ポケットモンスター ベストウイッシュ シーズン2（2012年）
- ヨルムンガンド（2012年）
- イナズマイレブンGO クロノ・ストーン（2012年）
- ヨルムンガンド PERFECT ORDER（2012年）
- たまこまーけっと（2013年）
- イナズマイレブンGO ギャラクシー（2013年）
- ポケットモンスター XY（2013年）
- そにアニ -SUPER SONICO THE ANIMATION-（2014年）
- グラスリップ（2014年）
- クロスアンジュ 天使と竜の輪舞（2014年）
- ポケットモンスター XY&Z（2015年）
- エンドライド（2016年）
- ポケットモンスター サン&ムーン（2016年）
- BanG Dream!（2017年）[2]
- イナズマイレブン アレスの天秤（2018年）
- イナズマイレブン オリオンの刻印（2018年）
- ポケットモンスター（2019年）※第136話から第147話は小山健二と共同担当
- ブッチギレ!（2022年）[3]
- ポケットモンスター（2023年）※小山健二と共同担当

### OVA
- トゥインクルハート 銀河系までとどかない（1986年）
- バブルガムクライシス（1987年）
- 風魔の小次郎（1989年）
- ウルトラマングラフィティ（1989年）
- SOL BIANCA（1990年）
- ロードス島戦記（1990年）
- 魔物ハンター妖子（1990年）
- 一本包丁満太郎（1991年）
- 魔獣戦士ルナ・ヴァルガー（1991年）
- 絶愛-1989-（1992年）
- HUMANE SOCIETY 〜人類愛に満ちた社会〜（1992年）
- 永遠のフィレーナ（1992年）
- 流星機ガクセイバー（1993年）
- 美少女遊撃隊バトルスキッパー（1995年）
- ソニック・ザ・ヘッジホッグ（1996年）
- それゆけ!宇宙戦艦ヤマモト・ヨーコ（1996年）
- フォトン（1997年）
- A KITE（1998年）
- 真ゲッターロボ 世界最後の日（1998年）
- ツインビーPARADISE（1999年）
- サクラ大戦 轟華絢爛（1999年）
- マジンカイザー（2001年）
- 新ゲッターロボ（2004年）
- スーパーロボット大戦ORIGINAL GENERATION THE ANIMATION（2005年）
- KITE LIBERATOR（2008年）
- ムダヅモ無き改革 -The Legend of KOIZUMI-（2010年）

### 劇場アニメ
- 劇場版 トイレの花子さん（1996年）
- 劇場版ポケットモンスター ミュウツーの逆襲（1998年）
- ピカチュウのなつやすみ（1998年）
- CG版ビーストウォーズ 激突！ビースト戦士（1998年）
- CG版ビーストウォーズメタルス（1998年）
- 劇場版ポケットモンスター 幻のポケモン ルギア爆誕（1999年）
- ピカチュウたんけんたい（1999年）
- ビーストウォーズメタルス コンボイ大変身!（1999年）
- 劇場版アキハバラ電脳組 2011年の夏休み（1999年）
- 劇場版ポケットモンスター 結晶塔の帝王 ENTEI（2000年）
- ピチューとピカチュウ（2000年）
- 劇場版ポケットモンスター セレビィ 時を超えた遭遇（2001年）
- ピカチュウのドキドキかくれんぼ（2001年）
- 劇場版ポケットモンスター 水の都の護神 ラティアスとラティオス（2002年）
- ピカピカ星空キャンプ（2002年）
- 劇場版ポケットモンスター アドバンスジェネレーション 七夜の願い星 ジラーチ（2003年）
- おどるポケモンひみつ基地（2003年）
- 劇場版ポケットモンスター アドバンスジェネレーション 裂空の訪問者 デオキシス（2004年）※倉橋静男、小山健二と共同担当
- 劇場版ポケットモンスター アドバンスジェネレーション ミュウと波導の勇者 ルカリオ（2005年）
- ロックマンエグゼ 光と闇の遺産（2005年）
- 劇場版ポケットモンスター アドバンスジェネレーション ポケモンレンジャーと蒼海の王子 マナフィ（2006年）
- 劇場版ポケットモンスター ダイヤモンド&パール ディアルガVSパルキアVSダークライ（2007年）
- えいがでとーじょー! たまごっち ドキドキ! うちゅーのまいごっち!?（2007年）
- 劇場版ポケットモンスター ダイヤモンド&パール ギラティナと氷空の花束 シェイミ（2008年）
- 劇場版ポケットモンスター ダイヤモンド&パール アルセウス 超克の時空へ（2009年）
- 東のエデン 劇場版I The King of Eden（2009年）
- いばらの王 -King of Thorn-（2010年）
- 劇場版ポケットモンスター ダイヤモンド&パール 幻影の覇者 ゾロアーク（2010年）
- 東のエデン 劇場版II Paradise Lost（2010年）
- 劇場版イナズマイレブン 最強軍団オーガ襲来（2010年）
- 映画けいおん!（2011年）
- 劇場版ポケットモンスター ベストウイッシュ ビクティニと黒き英雄 ゼクロム（2011年）
- 劇場版ポケットモンスター ベストウイッシュ ビクティニと白き英雄 レシラム（2011年）
- 劇場版イナズマイレブンGO 究極の絆 グリフォン（2011年）
- 劇場版ポケットモンスター ベストウイッシュ キュレムVS聖剣士 ケルディオ（2012年）
- メロエッタのキラキラリサイタル（2012年）
- ジュエルペット スウィーツダンスプリンセス（2012年）※サウンドボックスの倉橋裕宗と共同担当
- 劇場版ポケットモンスター ベストウイッシュ 神速のゲノセクト ミュウツー覚醒（2013年）
- ピカチュウとイーブイ☆フレンズ（2013年）
- ポケモン・ザ・ムービーXY 破壊の繭とディアンシー（2014年）
- ピカチュウ、これなんのカギ?（2014年）
- ポケモン・ザ・ムービーXY 光輪の超魔神 フーパ（2015年）
- ピカチュウとポケモンおんがくたい（2015年）
- ポケモン・ザ・ムービーXY&Z ボルケニオンと機巧のマギアナ（2016年）
- 劇場版ポケットモンスター キミにきめた!（2017年）
- 劇場版ポケットモンスター みんなの物語（2018年）
- 劇場版ポケットモンスター ココ（2020年）

### ゲーム
- 火星物語（1998年）
- ポケパークWii 〜ピカチュウの大冒険〜（2009年）
- ポケパーク2 〜Beyond the World〜（2011年）

### 実写
- 電脳警察サイバーコップ（1988年）
- ヘイ！オイラーズ 〜甦るスカイライン神話（1991年）
- 鉄甲機ミカヅキ（2000年）